# Arrondissement Le Blanc
Das Arrondissement Le Blanc ist eine Verwaltungseinheit des französischen Départements Indre innerhalb der Region Centre-Val de Loire. Verwaltungssitz (Unterpräfektur) ist Le Blanc.
Es besteht aus zwei Kantonen und 57 Gemeinden.

## Kantone
- Le Blanc
- Saint-Gaultier (mit 30 von 34 Gemeinden)

## Gemeinden
Die Gemeinden des Arrondissements Le Blanc sind:
| 1. Azay-le-Ferron (36010)             | 2. Beaulieu (36015)                | 3. Bélâbre (36016)                | 4. Bonneuil (36020)               |
| 5. Chaillac (36035)                   | 6. Chalais (36036)                 | 7. Chazelet (36049)               | 8. Chitray (36051)                |
| 9. Ciron (36053)                      | 10. Concremiers (36058)            | 11. Douadic (36066)               | 12. Dunet (36067)                 |
| 13. Fontgombault (36076)              | 14. Ingrandes (36087)              | 15. La Châtre-Langlin (36047)     | 16. La Pérouille (36157)          |
| 17. Le Blanc (36018)                  | 18. Lignac (36094)                 | 19. Lingé (36096)                 | 20. Lurais (36104)                |
| 21. Lureuil (36105)                   | 22. Luzeret (36106)                | 23. Martizay (36113)              | 24. Mauvières (36114)             |
| 25. Mérigny (36119)                   | 26. Mézières-en-Brenne (36123)     | 27. Migné (36124)                 | 28. Mouhet (36134)                |
| 29. Néons-sur-Creuse (36137)          | 30. Nuret-le-Ferron (36144)        | 31. Obterre (36145)               | 32. Oulches (36148)               |
| 33. Parnac (36150)                    | 34. Paulnay (36153)                | 35. Pouligny-Saint-Pierre (36165) | 36. Preuilly-la-Ville (36167)     |
| 37. Prissac (36168)                   | 38. Rivarennes (36172)             | 39. Rosnay (36173)                | 40. Roussines (36174)             |
| 41. Ruffec (36176)                    | 42. Sacierges-Saint-Martin (36177) | 43. Saint-Aigny (36178)           | 44. Saint-Benoît-du-Sault (36182) |
| 45. Saint-Civran (36187)              | 46. Sainte-Gemme (36193)           | 47. Saint-Gaultier (36192)        | 48. Saint-Gilles (36196)          |
| 49. Saint-Hilaire-sur-Benaize (36197) | 50. Saint-Michel-en-Brenne (36204) | 51. Saulnay (36212)               | 52. Sauzelles (36213)             |
| 53. Thenay (36220)                    | 54. Tilly (36223)                  | 55. Tournon-Saint-Martin (36224)  | 56. Vigoux (36239)                |
| 57. Villiers (36246)                  |                                    |                                   |                                   |

## Neuordnung der Arrondissements 2017

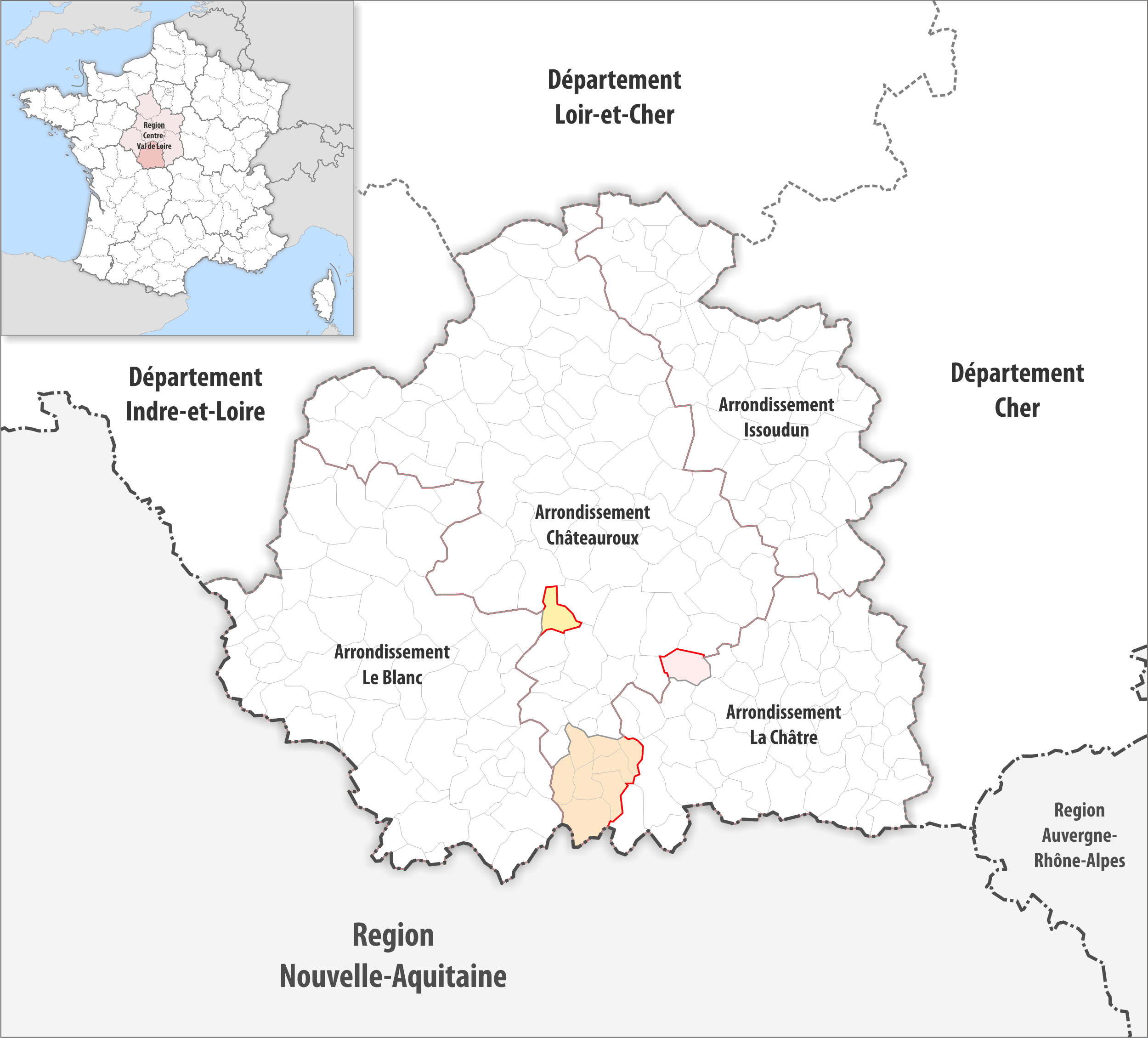
Arrondissementsanpassungen im Jahr 2017

Durch die Neuordnung der Arrondissements im Jahr 2017 wurde die Gemeinde La Pérouille aus dem Arrondissement Châteauroux dem Arrondissement Le Blanc zugewiesen.